# Stimmen einer Gitarre

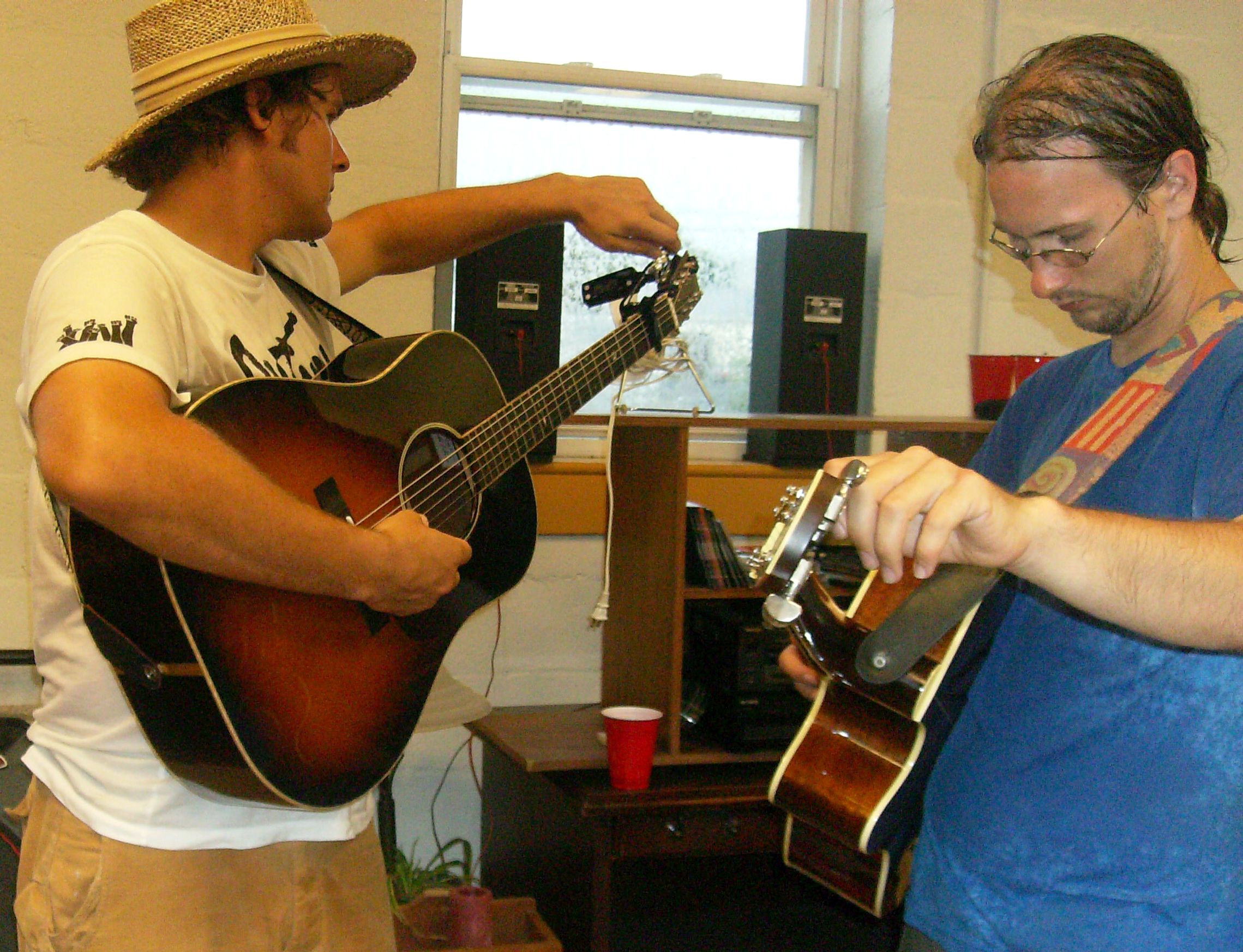
Zwei Musiker beim Stimmen ihrer Stahlsaiten-Akustik-Gitarren.
An der linken Gitarre ist das Stimmgerät sichtbar.

Beim Stimmen einer Gitarre werden die Saiten dieses Musikinstruments mit Hilfe der Stimmmechanik auf ihre vorgesehene Tonhöhe eingestellt.

## Standard-Stimmung
Die folgende Tabelle gibt die Frequenzen der Saiten einer Gitarre wieder, die nach dem Kammerton a1 = 440 Hz gestimmt werden:
| Saite | Note | Frequenz bei a1 = 440 Hz | EDV-gerechte Notation |
| ----- | ---- | ------------------------ | --------------------- |
| 1     | e'   | 329,63 Hz                | E4                    |
| 2     | h    | 246,94 Hz                | H3                    |
| 3     | g    | 196,00 Hz                | G3                    |
| 4     | d    | 146,83 Hz                | D3                    |
| 5     | A    | 110,00 Hz                | A2                    |
| 6     | E    | 82,41 Hz                 | E2                    |

Falls von anderen Kammertönen ausgegangen werden soll, sind die Tonhöhen ggf. anzupassen. Beispielsweise ist in deutschen und österreichischen Sinfonieorchestern eine höhere Stimmung auf a1 = 443 Hz üblich, in der Schweiz auf a1 = 442 Hz (siehe: Kammerton).

## Methoden
Es gibt mehrere Stimm-Methoden. Da die Intervalle bekannt sind, kann die Gitarre von einem Musiker mit entsprechendem Gehör, nachdem er die A-Saite mit einer Stimmgabel gestimmt hat, durch Zupfen zweier Saiten gestimmt werden, indem die Schwebungsfrequenzen der Intervalle zu nahe Null gebracht werden. Das gelingt nicht jedem Gitarrenspieler. Verbreiteter sind daher folgende Methoden:

### Stimmen im Unisono
Bei dieser weit verbreiteten Methode werden die Tonhöhen jeweils zweier benachbarter Saiten auf die gleiche Tonhöhe (Unisono) gebracht. Die Methode geht relativ schnell, allerdings ist sie auch vergleichsweise ungenau, da die Bundreinheit in die Genauigkeit eingeht und auch die Saitenspannung beim Greifen möglicherweise verändert wird.
Abgesehen von der g- und der h-Saite sind alle Saiten in reinen Quarten zueinander gestimmt. Folglich wird die jeweils untere und bereits gestimmte Saite im 5. Bund gegriffen und die benachbarte höhere Saite mit ihr abgeglichen und so lange nachjustiert, bis sie die gleiche Tonhöhe hat. Zwischen der g- und der h-Saite liegt eine große Terz, so dass beim Stimmen der h-Saite die g-Saite im 4. Bund gegriffen werden muss.

### Stimmen mit Flageoletts
Eine verbreitete Methode ist das Stimmen mit Flageoletttönen, die entstehen, wenn eine schwingende Saite an den Schwingungsknoten der Harmonischen nur leicht berührt wird.
Unterschiedliche Saiten haben – wenn sie an ihren einander entsprechenden Knotenpunkten berührt werden – etwa die gleichen Flageolett-Töne. Dadurch lassen sich die Saiten untereinander stimmen. Im Folgenden sind beispielhafte Tonpaare aufgeführt:
- Der Flageolett-Ton des 5. Bundes der E-Saite entspricht etwa dem des 7. Bundes der A-Saite.
- Der Flageolett-Ton des 5. Bundes der A-Saite entspricht etwa dem des 7. Bundes der D-Saite.
- Der Flageolett-Ton des 5. Bundes der D-Saite entspricht etwa dem des 7. Bundes der G-Saite.
- Der Flageolett-Ton des 7. Bundes der tiefen E-Saite entspricht etwa der leer angeschlagenen H-Saite.
- Der Flageolett-Ton des 5. Bundes der H-Saite entspricht etwa dem des 7. Bundes der hohen E-Saite.

Zu beachten ist, dass beim Stimmen nach der Flageolett-Methode die Harmonischen eingestimmt werden, die nicht genau die temperierte Stimmung wiedergeben. Wenn man den Flageolett-Ton im 5. Bund auf der tiefen E-Saite spielt, erhält man eine exakte doppelte Oktave, beim Anschlagen des Flageolett-Tons im 7. Bund der A-Saite erhält man jedoch eine gegenüber dem temperierten System leicht zu hohe oktavierte Quinte. Das führt dazu, dass die so gestimmte A-Saite leicht zu tief gestimmt wird. Diese Stimmungsdifferenz pflanzt sich dann über das nächste Saitenpaar (A – d und über die nächsten Saiten) weiter fort. Aufgrund dieser Tatsache wird das Stimmen nach Flageolett-Tönen nur als schnelle, aber nicht als wirklich saubere Methode des Stimmens empfohlen.

## Technische Hilfsmittel
Wenn eine Gitarre mindestens eine gestimmte Saite hat, können alle anderen Saiten ohne technische Hilfsmittel der Reihe nach gestimmt werden. Wenn allerdings keine einzige Saite mehr gestimmt ist, ist – außer bei absolutem Gehör – mindestens ein Vergleichston nötig, um auf die korrekten Tonhöhen zu stimmen. Man kann das relative Schwingungsverhältnis der Saiten auch ohne Referenzton einstellen, wobei es allerdings vorkommen kann, dass das in sich korrekt gestimmte Instrument im Vergleich mit einem Referenzton  zu tief oder zu hoch gestimmt ist. Wenn ein anderes Instrument verfügbar ist, können die Tonhöhen von dort abgenommen werden, beispielsweise durch Anschlagen der Töne auf einem Klavier.
Ferner kann ein Hilfsmittel nötig werden, wenn die Gitarre über ein Tremolo verfügt, bei dem die Saiten nicht am Sattel festgeklemmt werden (Bigsby, Fender), da sich mit jeder Veränderung einer Saitenspannung über das gefederte System gleich alle Saitenspannungen verändern.

### Stimmpfeife
Auf einer Stimmpfeife für Gitarre können die sechs Töne der Standardstimmung gespielt werden. Stimmpfeifen sind jedoch ungenau, die Töne sind temperatur- und blasdruckabhängig. Daher sind sie nur bedingt zum präzisen Stimmen geeignet.

### Stimmgabel
Auf Stimmgabeln ist in der Regel eingraviert, welchen Ton oder welche Frequenz sie angeben. Meist ist dies ein A als Standard-Kammerton bzw. 440 für dessen Frequenz in Hertz. Nach diesem Ton wird die A-Saite gestimmt (2 Oktaven tiefer schwebungsfrei auf 110 Hz = A2) und davon ausgehend alle anderen Saiten. Durch Aufsetzen der Stimmgabel auf den Resonanzkörper der Gitarre kann der Stimmgabelton verstärkt werden.

### Elektronische Stimmgeräte
Ein Stimmgerät (Tuner) ist entweder ein kleines elektronisches Gerät, das an der Kopfplatte der Gitarre festgeklemmt wird und den Ton direkt über Resonanz aufnimmt oder ein Kästchen mit eingebautem Mikrofon für akustische Instrumente und zusätzlicher Klinkenbuchse zum Stimmen einer E-Gitarre. Der Vorteil der Kopfplatten-Tuner ist die Tatsache, dass sie auch bei störendem Umgebungslärm verwendet werden können. Das gilt auch für die E-Gitarrentuner bei der Verwendung der Klinkenbuchse. Die gerade gespielte Tonhöhe wird auf einem kleinen Bildschirm optisch wiedergegeben.
Für Computer und Smartphones sind Programme verfügbar, welche die Funktion eines Stimmgeräts übernehmen. In einer Digital Audio Workstation ist diese Funktion üblicherweise integrierter Bestandteil und über das Programm-Menü oder ein Tastaturkürzel auswählbar.